# リミティング・ファクター
リミティング・ファクター（英語：Limiting Factor）は、トリトン・サブマリンズが建造し、ゲイブ・ニューウェル率いる海洋探査組織インクフィッシュが所有する深海探査艇（DSV）。五大洋全てに於いて有人潜水最深記録を保持している。リミティング・ファクターは、深海冒険家であり、カラディアン・オセアニック社の代表であるヴィクター・ヴェスコヴォの依頼によって3,700万ドルで建造された。ノルウェーの第三者認証機関であるDNVによって全深度への商業潜水が認証されており、操縦士と機器の管理を担当するオブザーバー2名によって運用される。

## 概要
この潜水艇はヴィクター・ヴェスコヴォが行ったファイブ・ディープ遠征に用いられ、五大洋の最深部に到達した最初の有人潜水艇となった。リミティング・ファクターはフィリピン海溝の海底6,469 m（21,224 ft）に沈むアメリカ海軍の駆逐艦ジョンストンや、同海溝の水深6,865 m（22,523 ft）に沈む駆逐艦サミュエル・B・ロバーツの残骸を確認するために使用された。この他、地中海の約2,350 m（7,710 ft）に沈むフランス海軍の潜水艦ミネルヴ（S647）や、大西洋、ニューファンドランド島から南東に約740キロ沖合、深度約3,800 m（12,500 ft）に沈むタイタニックの残骸の確認作業にも使用された。
2022年8月13日には小笠原海溝への潜水に成功し、名古屋大学の地質学者である道林克禎は、ヴェスコヴォと共に最深部水深9,801 m（32,155 ft）に到達したことで日本人としては60年振りとなる潜水の記録更新となった。1962年、海洋物理学者の佐々木忠義がフランスの潜水艇アルシメードで千島海溝の水深9,545 m（31,315 ft）に到達したのが最も深いとされており、この記録を250 m以上更新した。また、小笠原海溝の最深部はこれまで9,780 mと考えられていたが、この潜水により実際には21 m以上深いことが明らかとなった。

## デザイン
リミティング・ファクターは、直径1,500 mm (59 in)、厚さ 90 mm (3.5 in) 、グレード5のチタン製耐圧殻をベースとしており、球体表面は座屈安定性を図るため、99.933%とほぼ真円に成形されており、2名の乗員が平行に着座可能である。各座席の前方に1つずつ、座席の間下方側に1つとなる逆三角形型に配置された広角アクリル樹脂製のビューポート（窓）を備えており、ビューポートが取り付けられている側を船首と定義すると幅広な造りとなっている。
船首右舷側にマニピュレーターアーム一基を備えており、バラスト投下システム、推進のため船体外側の左舷と右舷側それぞれの端に5つのダクテッド式プロペラを備え、これら推進器によって3軸の並進運動と2軸（ヨーとロール）の回転運動を提供する。
リミティング・ファクターは潜水作業支援船である母船、DSSVプレッシャー・ドロップ（旧海洋観測船インドミタブル）から運用されるが、適切な機材を搭載することによって他船での運用も可能である。

### 船名
リミティング・ファクターの由来はイアン・バンクスのSF小説『ゲーム・プレイヤー（The Player of Games）』の中に登場する軍艦が由来となっている。
2022年に現所有者となるインクフィッシュに売却された後、バクナワに改称された。

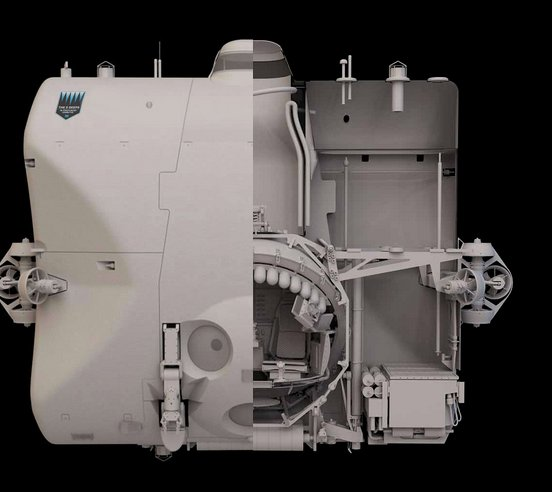
CADレンダリングによる船首側断面図。
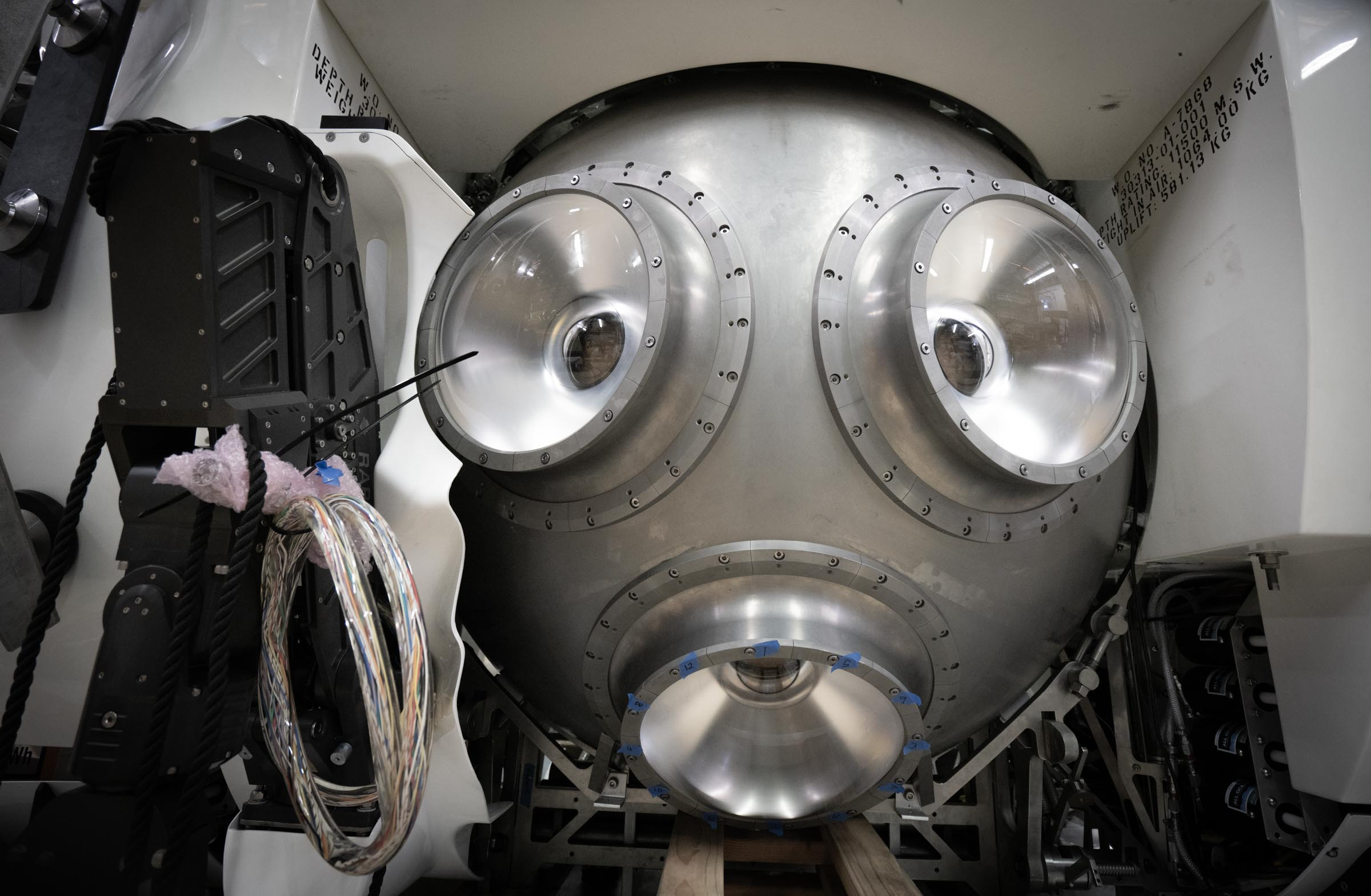
建造中のチタン耐圧殻。アクリル製ビューポートが設置され、マニピュレーターアームが右舷側に設置されている。
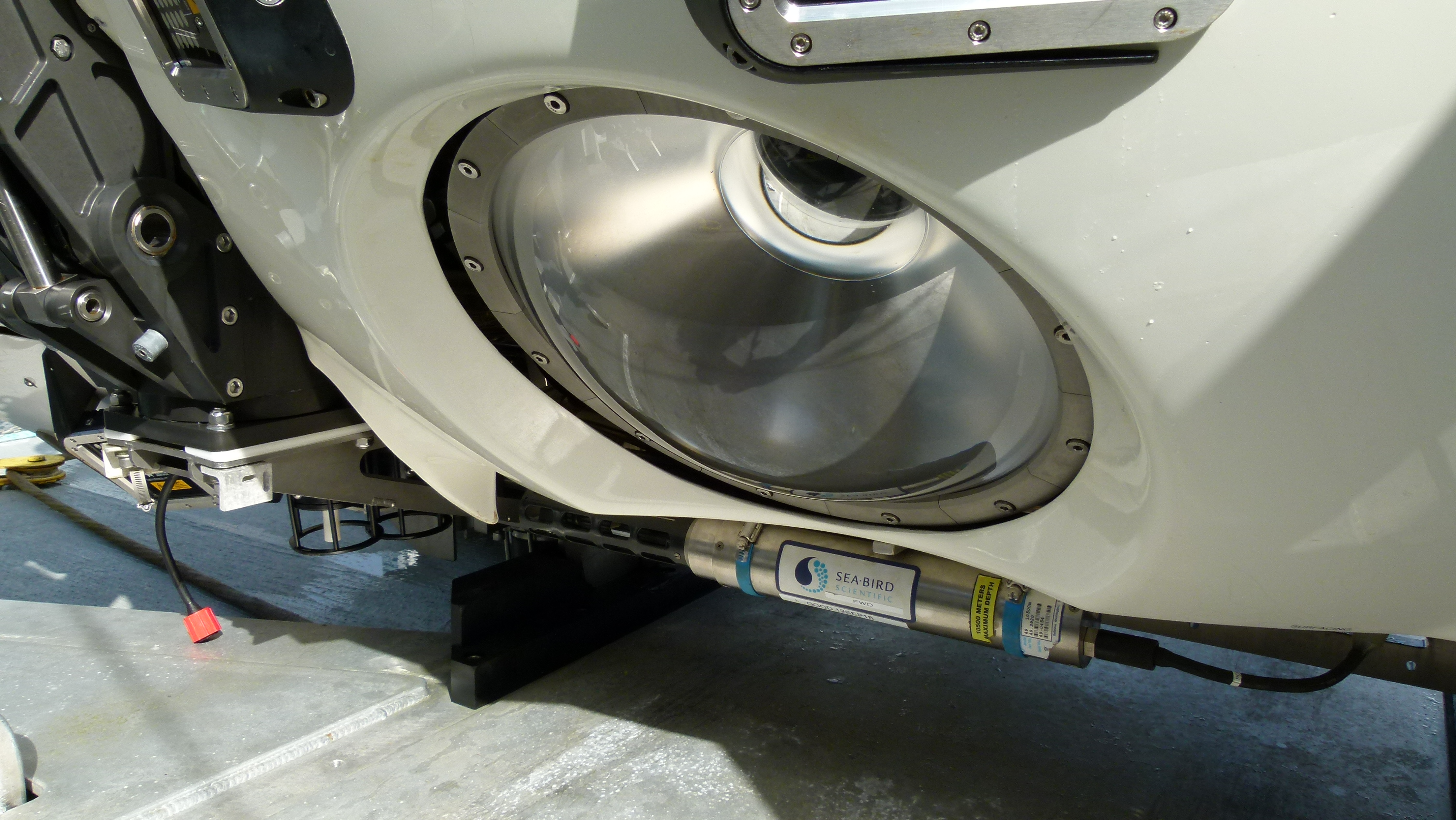
ビューポート下部に深度測定用のCTDが取り付けられている。
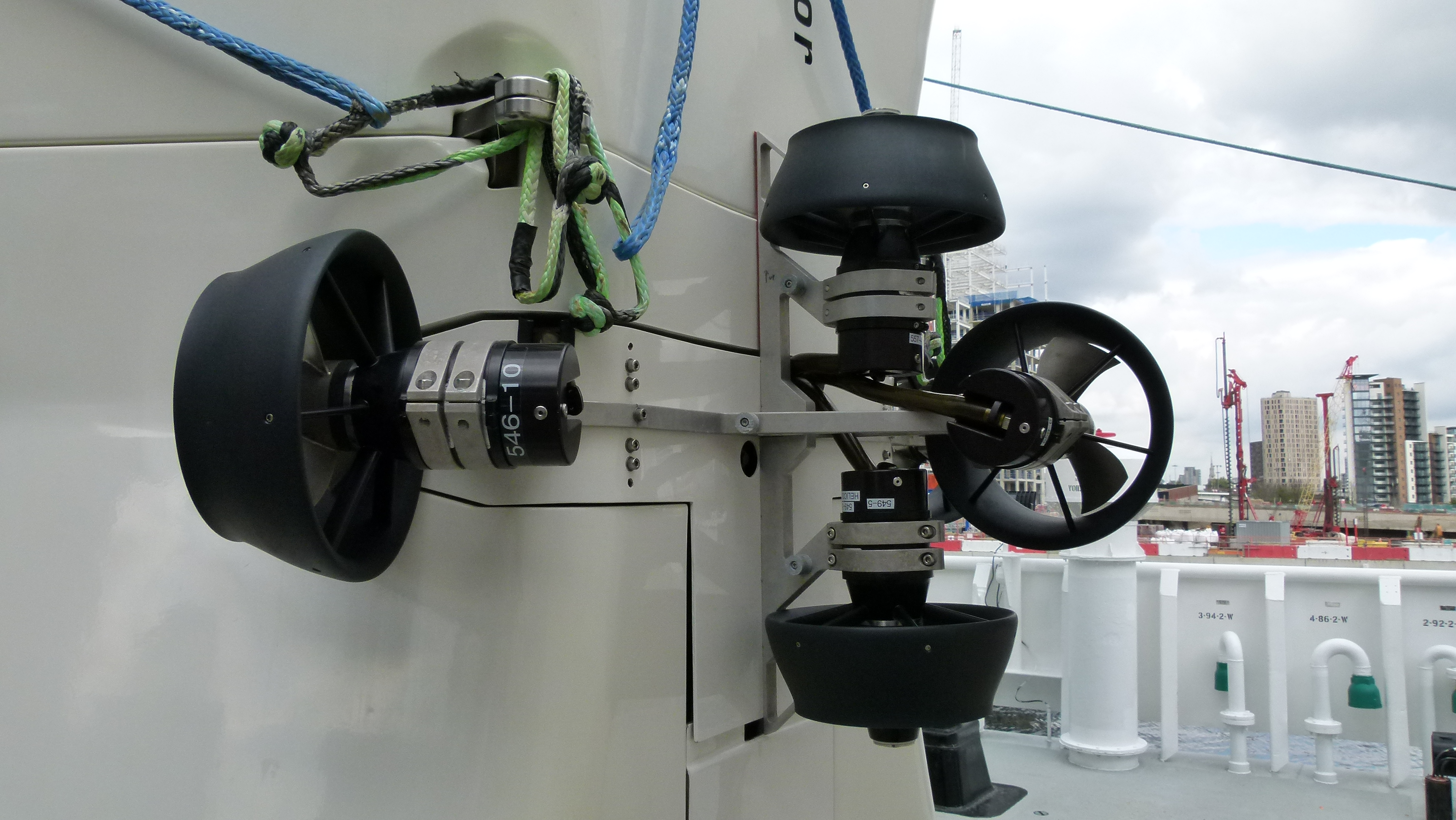
船体に取り付けられた推進器。

## ファイブ・ディープス遠征

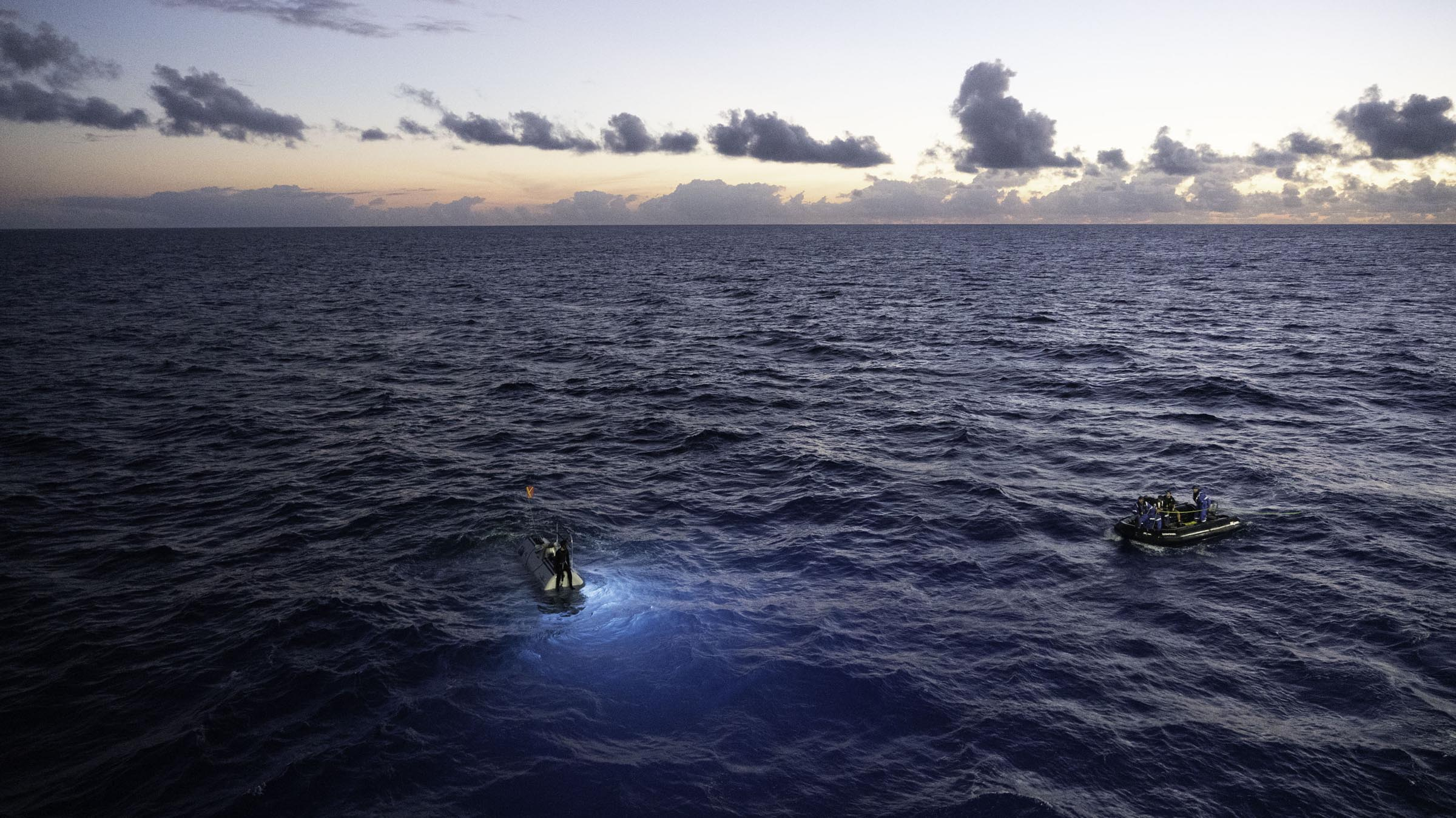
プエルトリコ海溝に潜水準備中のリミティング・ファクター

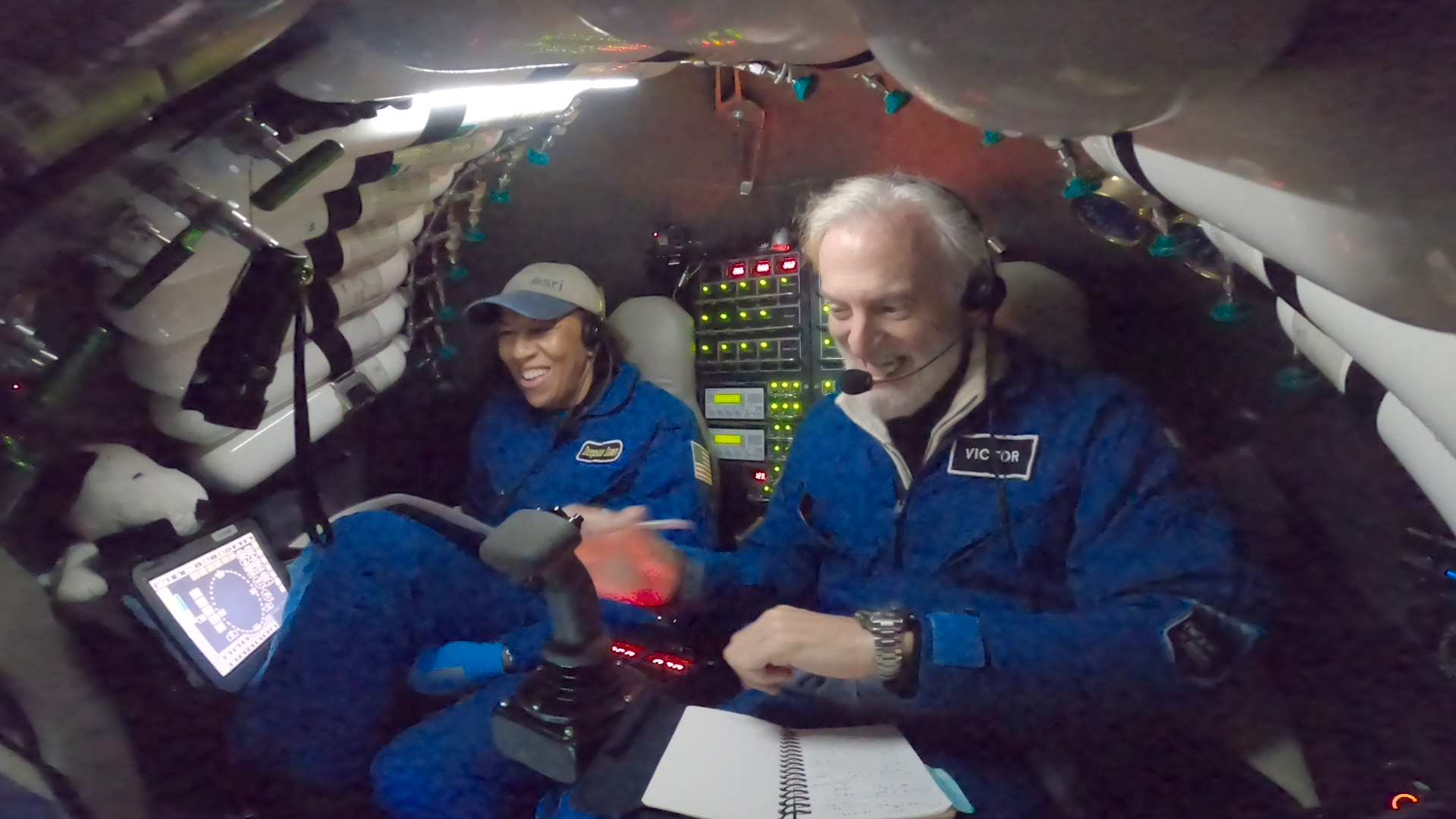
チャレンジャー海淵に潜水中の船内。アメリカ人地理学者であるドーン・ライト（左）とヴェスコヴォ（右）

2018年、ヴィクター・ヴェスコヴォによって計画され、2019年9月末までに世界の5大洋にある最深部を訪れ近辺の海図を作成することを目的としたファイブ・ディープス遠征を開始した。この模様は撮影が行われており、テレビドキュメンタリーシリーズ『エクスペディション・ディープ・オーシャン』として公開された。この計画は予定よりも一月早く達成され、深度の計測と生物学的サンプリング作業が行われた。また、5カ所の最深部に加え、トンガ海溝とシレナ海淵にも潜水しており、このデータからディアマンティーナ破砕帯の地図を作成している。
- 2018年12月19日 - 大西洋、プエルトリコ海溝の最深部8,376 m（27,480 ft）に到達。

- 2019年2月3日 - 南極海にあるサウスサンドウィッチ海溝の最深部7,434 m (24,390 ft)に到達。
  - 4月16日 - インド洋、インドネシアのバリ島南部に広がるジャワ海溝の最深部7,192 m (23,596 ft)に到達。
  - 4月28日 - 世界で最も深い、太平洋のマリアナ海溝最深部10,925 m (35,843 ft) に到達。世界記録を13 m更新しており、5月1日に再度潜水を行ったことでチャレンジャー海淵を2度潜ったことのある初の人物となった。
  - 5月7日 - チャレンジャー海淵の北東約206 km（128 mi）にある世界で3番目に深い地点となるシレナ海淵の最深部10,714 m（35,151 ft）へ到達。人類初の快挙であった[14]。
  - 6月10日 - 世界で2番目に深い南半球最深部となるトンガ海溝のホライゾン・ディープ10,823 m（35,509 ft）に到達。
  - 8月24日 - 北極海の最深部モロイ・ディープ（英語版）5,551 m（18,212 ft）に到達。

## 売却
潜水作業支援船DSSVプレッシャー・ドロップと共にインクフィッシュへ売却額非公開で売却され、この中にはコングスベルグ・マリティム社製のEM124 マルチビーム音響測深や3機のロボットが含まれていた。なお、潜水作業支援船はダゴン（Dagon）へ改称されている。
インクフィッシュはヴェスコヴォの探査計画で主任科学者を務めた西オーストラリア大学のアラン・ジェイミソン教授が率いるHESシステムを使用した深海探査を続ける計画を発表している。